# Kîvacivka, Teplîk
Kîvacivka (în ucraineană Кивачівка) este localitatea de reședință a comunei Kîvacivka din raionul Teplîk, regiunea Vinnița, Ucraina.

## Demografie
Componența lingvistică a localității Kîvacivka
     Ucraineană (98,46%)
     Alte limbi (0,64%)
Conform recensământului din 2001, majoritatea populației localității Kîvacivka era vorbitoare de ucraineană (98,46%), existând în minoritate și vorbitori de alte limbi.